# Bulbuldjan
 (novembre 2021).
Bulbuldjan, de son vrai nom Abdulbaghi Karbalaї Ali oghlu Zulalov (en azéri : Əbdülbağı Kərbəlayi Əli oğlu Zülalov, né en 1841 à Choucha dans la région Caspi de l’Empire Russe et mort en août 1927 à Bakou) est un chanteur-khanendé azerbaïdjanais.

## Début de la carrière
Grâce à sa belle voix et ses performances habiles il obtient le surnom de Bulbuldjan. Abdulbaghi Karbalaї Ali oghlu Zulalov était reconnu par l'environnement musical de Choucha, appelée "Conservatoire du Caucase". Il reçoit sa première éducation musicale à l'école de Harrat Gulu. Ce beau chanteur participe à de nombreuses manifestations dans le Caucase et en Iran dès son plus jeune âge.
Après avoir obtenu son diplôme d'études secondaires, il se produits dans des assemblées et des festivals folkloriques du Karabakh, de Cheki, de Chirvan et de Gandja.
Abdulbaghi a également participé aux réunions tenues dans le jardin de Khan gizi Natavan, à l'occasion de son approvisionnement en eau à Choucha le 18 août 1873.

## Vie à Tbilissi
Au début de l'an 1875, Abdulbaghi s'installe à Tbilissi. Il y vit et travaille trente ans. Pour la première fois à Tbilissi (Géorgie), la performance d'Abdulbagi accompagné du grand joueur de tar Sadigdjan se fait connaître dans toute la Géorgie. En peu de temps, il devient si populaire qu'on l'appele « Bulbuldjan » (Rossignol).
Il apprend la langue géorgienne et chante des mughams azerbaïdjanais dans cette langue. En plus du géorgien, il connaissait les langues lezgi et kumyk et chantait des chansons dans ces langues.
A cette époque, Tbilissi, le centre culturel du Caucase, accueillait souvent des concerts caritatifs. Des chanteurs et musiciens russes et italiens, ainsi que Bulbuldjan s’y produisent. Il participe également à des concerts organisés au profit des musulmans pauvres vivant à Tbilissi. En mai 1900, Muzaffar al-Din Chah séjournant à Tbilissi (Géorgie) admire la performance de Bulbuldjan lors d’un concert et lui décerne l'ordre "Chiri-Khurchid" (Ordre du Lion et du Soleil).

## Retour en Azerbaïdjan
En 1905, Bulbuldjan retourne à Choucha pour élever ses neveux orphelins Ali et Gambar.
En 1920, il s'installe à Bakou. Le grand Uzeyir bey Hadjibeyli invite Bulbuldjan à enseigner le mugham. Pendant une courte période, il donne des cours de musique orientale (conservatoire oriental) et à partir de 1923 à l'École de musique turque d'État d'Azerbaïdjan.
Le talent de Bulbuldjan inspire des chanteurs tels que Djabbar Qaryaghdioghlu Musa Chouchinsky, Machadi Mammad Farzaliyev, Chekili Alasgar, Seyid Chouchinski.
En 1921, Bulbuldjan donne des concerts dans les régions de la république avec le joueur de tar Gourban Pirimov et un groupe d'artistes azerbaïdjanais.
Pour soixante-dix ans d'activité de chant et de services et le développement de la musique azerbaïdjanaise, l'artiste reçoit le titre de Héros du travail.